# 대한민국 상법 제397조
대한민국 상법 제397조는 경업금지에 대한 상법 회사법의 조문이다.

## 조문
제397조 (경업금지) (1) 이사는 이사회의 승인이 없으면 자기 또는 제3자의 계산으로 회사의 영업부류에 속한 거래를 하거나 동종영업을 목적으로 하는 다른 회사의 무한책임사원이나 이사가 되지 못한다.
(2) 이사가 제1항의 규정에 위반하여 거래를 한 경우에 이사회의 결의로 그 이사의 거래가 자기의 계산으로 한 것인 때에는 이를 회사의 계산으로 한 것으로 볼 수 있고 제3자의 계산으로 한 것인 때에는 그 이사에 대하여 이로 인한 이득의 양도를 청구할 수 있다.
(3) 제2항의 권리는 거래가 있은 날로부터 1년을 경과하면 소멸한다. 

## 판례

### 동종영업을 목적으로 하는 다른 회사의 의미
경업을 목적인 영업 그 자체를 개시하기 전에 공장부지를 매수하는 등 영업의 준비작업을 추진하고 있는 단계의 회사도 포함하고 있는 개념이다

## 같이 보기
- 대한민국 상법 제397조의2 회사의 기회 및 자산의 유용 금지
- 경업피지의무
- 경업금지의무
- 이사의 자기거래
- 개입권